# La suerte de Loli
La suerte de Loli es una miniserie de ficción de 8 capítulos seleccionada por el INCAA (Instituto Nacional de Cine y Artes Audiovisuales) en el marco del Concurso Series Federales de Ficción Argentina. La serie fue emitida de lunes a viernes en el horario de las 22.30 y dirigida por: Lali Espósito en 2019.
La miniserie estuvo protagonizada por: Mónica Antonópulos, Carolina Ibarra, Florencia Otero, Ezequiel Rodríguez y Alejo García Pintos.

## Historia
En esta ficción la vida de Loli cambia el día en que muere su mejor amiga y recibe como legado a los hijos de la difunta. Loli debe atravesar la pérdida de su amiga más querida, mientras intenta sacar adelante una familia por herencia.
Loli es mánager de músicos, mujer libre, bohemia e independiente. Jamás deseó ser madre y siempre se ocupó de expresar cierta fobia a la maternidad. Su amiga Carolina, dejó la responsabilidad de sus hijos a Loli, quien no sabe cómo hacerlo y esto la lleva a situaciones disparatadas.
El deseo de Carolina cae como un meteorito en la realidad de Loli y, a partir de allí, comienza una etapa de desopilante reconstrucción.

## Ficha técnica
- Dirección:
- Guionista: Erika Halvorsen.

## Adaptaciones
- La suerte de Loli, versión producida por Telemundo para la comunidad hispana de Estados Unidos. Su estreno fue el 26 de enero de 2021[1] y está protagonizada por Silvia Navarro junto a Osvaldo Benavides, Joaquín Ferreira y Mariana Seoane.